# Richetita
La richetita és un mineral de la classe dels òxids. Rep el nom per Emile Richet (Lessines, Bèlgica, 16 d'abril de 1884 - Brussel·les, 25 de maig de 1938), geòleg en cap de la Unió Minera de l'Alt Katanga.

## Característiques
La richetita és un òxid de fórmula química (Fe3+,Mg)Pb 8.6(UO₂)36O36(OH)24· 41H₂O. Cristal·litza en el sistema triclínic. La seva duresa a l'escala de Mohs és 3,5.
Segons la classificació de Nickel-Strunz la richetita pertany a «04.GB - Uranils hidròxids, amb cations addicionals (K, Ca, Ba, Pb, etc.); principalment amb poliedres pentagonals UO₂(O,OH)₅» juntament amb els següents minerals: agrinierita, compreignacita, rameauita, becquerelita, bil·lietita, protasita, bauranoïta, calciouranoïta, metacalciouranoïta, fourmarierita, wölsendorfita, masuyita, metavandendriesscheïta, vandendriesscheïta, vandenbrandeïta, sayrita, curita, iriginita, uranosferita i holfertita.

## Formació i jaciments
Va ser descoberta a la mina de Shinkolobwe, situada al districte de Kambove, a la província d'Alt Katanga (República Democràtica del Congo). També ha estat descrita als Estats Units, la República Txeca, França, Finlàndia, Rússia i Austràlia.